# Vjatjeslav Karavajev
Vjatjeslav Sergejevitj Karavajev (ryska: Вячеслав Сергеевич Караваев), född 20 maj 1995 i Moskva, är en rysk fotbollsspelare som spelar för Zenit Sankt Petersburg. Han representerar även Rysslands fotbollslandslag.